# Pleška stopkatá
Pleška stopkatá  (Willemetia stipitata), je středně vysoká, vlhkomilná, žlutě kvetoucí, planě rostoucí rostlina, jediný druh rodu pleška který se vyskytuje v Evropě.

## Rozšíření
Druh roste převážně v horských oblastech Západní a Střední Evropy, v Pyrenejích a Alpách, oddělená populace se dále vyskytuje na Balkánském poloostrově v pohoří Helenidy. Mimo to se místy rozšířil i do vzdálenějších podhůří horských řetězců.
V České republice roste tento alpský migrant nejčastěji v lokalitách na Šumavě, v Českém lese a v Novohradských horách, v omezené míře také na Českomoravské vrchovině. Přes ČR probíhá severní hranice rozšíření druhu, na Slovensku ani v Polsku se nevyskytuje.

## Ekologie
Rostlina je schopná vyrůstat i ve vysokohorských podmínkách, v Alpách vystupuje až do výše 2000 m, v Česku roste v nadmořských výškách 400 až 1200 m. Požaduje vlhkou a kyselou zeminu, typickým stanovištěm jsou rašeliniště nebo vlhké, na živiny chudé nízkostébelné louky s rozvolněnou vegetací a dobře vyvinutým mechovým patrem nebo potoční nivy. Dokáže růst i ve světlých náletových porostech.

## Popis
Je to vytrvalá rostlina s přímou lodyhou, vysokou 30 až 50 cm, která vyrůstá z krátkého, šikmého nebo vodorovného nevětveného oddenku. Přímé a duté lodyhy jsou vespod téměř lysé a v horní části jsou hustě porostlé černými žláznatými a kratšími světlými nežláznatými chlupy. Obvejčité sivozelené listy vytvářející přízemní růžici jsou 3 až 8 cm dlouhé a 1 až 2 cm široké, lysé, u báze klínovité a po obvodě kracovitě zubaté. Lodyžní list je obvykle jediný.
Na vrcholu lodyhy bývá 1 až 5 květních úborů jen asi 2 cm velkých se žlutými květy s ligulami dlouhými 1,5 až 2,5 cm. Polokulovitý až obráceně kuželovitý zákrov má listeny ve dvou řadách, vnější jsou úzké a vnitřní poněkud širší, bývají porostlé černými žláznatými a světlými nežláznatými chlupy. Úbory rozkvétají v červenci a srpnu. Rostliny jsou cizosprašné, jejich pyl přenáší hmyz.
Plody jsou žlutohnědé, kuželovitě hranaté nažky 4 mm dlouhé. Mají zobáček a na něm věneček čistě bílého drsného chmýru. Rostlina se rozmnožuje semeny (nažkami) roznášenými větrem.

## Taxonomie
Pleška stopkatá se po morfologické stránce dělí do dvou poddruhů:
- pleška stopkatá pravá (Willemetia stipitata (Jacq.) Dalla Torre stipitata)
- pleška stopkatá albánská (Willemetia stipitata (Jacq.) Dalla Torre albanica) (Kümmerle & Jáv.) Kirschnerová

Nominátní poddruh pleška stopkatá pravá se vyskytuje v Pyrenejích, Alpách a okolí (např. i v České republice). Poddruh pleška stopkatá albánská naopak roste až na Balkáně v Albánii, Severní Makedonii a Řecku.

## Ohrožení
Výskyt plešky stopkaté je v Česku ohrožen hlavně tím, že je rozšířena jen na nemnoha lokalitách kde lehce může dojít k devastaci stanoviště, ať již lidskou činností nebo přirozeným rozšiřováním agresivnějších rostlinných druhů. Je proto zařazena mezi ohrožené druhy jak v "Červeném seznamu cévnatých rostlin ČR" (C3), tak i v "Seznamu zvláště chráněných druhů rostlin" dle vyhlášky Ministerstva životního prostředí ČR č. 395/1992 Sb." (§3).